# Rubén Magnano
Rubén Pablo Magnano (Villa María, 9 ottobre 1954) è un allenatore di pallacanestro e dirigente sportivo argentino con cittadinanza italiana.

## Carriera
Nel suo palmarès sono presenti numerosi altri trofei a livello giovanile visto che ha allenato la nazionale under 20 e under 21 argentina senza contare i due campionati argentini vinti con l'Atenas.
Nel 2000 è stato insignito del titolo di miglior allenatore argentino.
Nel 2004, ha guidato la Nazionale argentina in occasione dei Giochi Olimpici di Atene portandola alla vittoria in finale con la Nazionale italiana. Nello stesso anno ha sconfitto la Nazionale statunitense.
Nel triennio 2004-2007, ha allenato nel campionato italiano, guidando la Pallacanestro Varese.
Nel gennaio 2010 è stato nominato C.T. del Brasile.

## Palmarès

### Club
- Campeonato Sudamericano de Clubes Campeones: 2

Atenas Cordoba: 1993, 1994
- Campeonato Panamericano de Clubes de Básquetbol: 1

Atenas Cordoba: 1996
- Liga Sudamericana: 2

Atenas Cordoba: 1997, 1998
- Campionato argentino: 4

Atenas Cordoba: 1991-92, 1997-98, 1998-99, 2008-09
- TNA: 1

Club Luz y Fuerza de Posadas: 1994-95